# 魁岩摩崖石刻
魁岩摩崖石刻，位于中国广东省云浮市云安县六都大庆村委，为云安县的一个县级文物保护单位，类型为石窟寺及石刻，公布时间为1988年1月20日。
魁岩摩崖石刻的历史年代为明代。